# هیناکو موراکامی
هیناکو موراکامی (انگلیسی: Hinako Murakami؛ زادهٔ ۱۶ فوریهٔ ۲۰۰۰) بازیکن فوتبال اهل ژاپن است.